# 974 Lioba
974 Lioba је астероид главног астероидног појаса. Приближан пречник астероида је 18,39 , 
а средња удаљеност астероида од Сунца износи 2,533 астрономских јединица (АЈ). 
Инклинација (нагиб) орбите у односу на раван еклиптике је 5,459 степени, а орбитални период износи 1472,727 дана (4,032 године). Ексцентрицитет орбите астероида износи 0,109. 
Апсолутна магнитуда астероида износи 10,30 а геометријски албедо 0,396.
Астероид је откривен 18. марта 1922. године.